# Sabina Vannucchi
Sabina Vannucchi (Roma, 21 novembre 1959) è un'attrice italiana.

## Biografia
Vedova dell'attore Bruno Armando, è attiva anche in televisione e in radio. Figlia d'arte, ha debuttato nel 1978 con il padre Luigi Vannucchi nel ruolo di Jessica ne Il mercante di Venezia al Teatro romano di Verona per la regia di Giancarlo Cobelli.
Successivamente ha lavorato, fra gli altri, con Giancarlo Sbragia (I Demoni), Giorgio Strehler (L'anima buona di Sezuan - 1980-81), Carlo Cecchi (La tempesta - 1984, Lu curaggio de nu pumpiero napulitano, di Eduardo Scarpetta), Lamberto Puggelli (La lupa, 1979, con Anna Proclemer), Carlo Battistoni (Gli ultimi, 1983), Patrick Rossi Gastaldi (Sangue spezzato, 1985), Armando Pugliese (Risorgimento), Maurizio Scaparro (Vita di Galileo, con Pino Micol, 1988), Sandro Sequi (La vita che ti diedi, con Anita Laurenzi) e Rapacità (1988), Gino Zampieri (Don Giovanni e Faust, con Arnoldo Foà, 1990), Edoardo Erba (Curva cieca, 1992), Giovanni Lombardo Radice (Disse mamma non andare, di Charlotte Keatley, con Fiorenza Marchegiani ed Elena Cotta, 1994 e 1996), Angelo Longoni (Le madri, 1995), Antonio Calenda (Il visitatore), Toni Bertorelli (Possesso di Abraham Yehoshua, con Franca Valeri).
Tra gli ultimi lavori figurano Sei personaggi in cerca d'autore (2005), sempre con la regia di Cecchi, e, per il cinema, collaborazioni con Nanni Moretti, i fratelli Taviani e Gabriele Salvatores.
Per Rai Radio 2 è stata interprete nel 1992 in una produzione del Festival delle ville tuscolane, Curva cieca, di Edoardo Erba, regia di Pamela Villoresi, con Pamela Villoresi, Franco Castellano, Susanna Marcomeni, Bruno Armando, Edoardo Erba, Mario Sala.

## Filmografia

### Cinema
- Sogni d'oro, regia di Nanni Moretti (1981)
- La notte di San Lorenzo, regia di Paolo e Vittorio Taviani (1982)
- El Norte, regia di Gregory Nava (1983) (non accreditata)
- Sogno di una notte d'estate, regia di Gabriele Salvatores (1983)
- Live, regia di Bruno Bigoni e Kiko Stella (1984)
- Azzurri, regia di Eugenio Masciari (1984)
- Qualcosa in cui credere (Something to Believe In), regia di John Hough (1998)
- Il corpo dell'anima, regia di Salvatore Piscicelli (1999)
- Per sempre, regia di Alessandro Di Robilant (2003)
- Lezioni di volo, regia di Francesca Archibugi (2007)
- Questione di cuore, regia di Francesca Archibugi (2009)

### Televisione
- Valentino – miniserie TV (1983)
- Atelier – miniserie TV (1986-1987)
- La vita che verrà – miniserie TV, episodio 1 (1999)
- Le madri – film TV (1999)
- Un anno a primavera – film TV (2005)
- Fratelli – film TV (2006)

## Radio
- La casa di Bernarda Alba, di Federico García Lorca, regia di Giancarlo Cobelli, 8 maggio 1998.